# Dziesięć Niedźwiedzi
Dziesięć Niedźwiedzi (ur. 1792, zm. 1873; ang. Ten Bears, Parra-wa-semen) – wódz Komanczów Yamparika z południa Wielkich Równin.
Jego matka pochodziła z plemienia Ute, ojciec był Komanczem. Część swojej młodości spędził wśród Indian Ute. W 1863 stał na czele delegacji Komanczów, Kiowa, Kiowa-Apaczów, Czejenów i Arapahów w Waszyngtonie. Zgodził się wtedy na zaniechanie najazdów oraz budowę dróg i fortów w swoim kraju. Podpisał traktaty znad Małej Arkansas (ang. Little Arkansas) w 1865 i znad Potoku Tajemniczego Szałasu (ang. Medicine Lodge Creek) w 1867. Nakłaniał współplemieńców do uprawy ziemi w rezerwatach i przyjęcia stylu życia białego człowieka, co spowodowało odwrócenie się od niego jego ludu. Zmarł w Fort Still, żegnany tylko przez swojego syna Małą Wronę.